# Gotthold Steiner
Gotthold Steiner (geb. 8. April 1886 in Signau; gest. 21. August 1961 in Washington, D.C.) war ein schweizerisch-US-amerikanischer Helminthologe.

## Leben
Steiner interessierte sich schon als Junge für Zoologie, seine Eltern wünschten sich aber eine militärische Laufbahn. So trat er in die Schweizer Armee ein und war der Jahrgangsbeste an der Offiziersschule. Ein schweres Schalltrauma durch die Nähe zu einem Geschütz eröffnete ihm eine andere Karriere. Er studierte Zoologie an der Universität Bern und erwarb dort 1910 den Ph.D. Anschließend war er in zoologischen Forschungseinrichtungen in Neapel, Sète und auf Helgoland tätig. Er beschrieb die bei der zweiten deutschen Antarktisexpedition (1901–1913) gesammelten Meeresnematoden und die daraus resultierende zweibändige Monografie brachte ihm hohe Reputation in der Wissenschaftswelt ein. Ab 1918 arbeitete er an seiner Habilitation und wurde  1921 zum Privatdozenten berufen. In dieser Zeit unterrichtete er bereits Studenten. Er bekam aber kein Gehalt, sondern finanzierte sich durch Zahlungen seiner Studenten.
Bis 1921 hatte er bereits 25 Originalien über Meeresnematoden verfasst und der renommierte amerikanische Parasitologe Nathan Cobb lud ihn in die Vereinigten Staaten ein, wo er ab 1921 eine Stelle an der Yale University in New Haven (Connecticut) antrat. 1922 wechselte er nach Washington, D.C. direkt zu Cobb und begann sich mit Mermithiden, einer Gruppe bei Insekten parasitierender Fadenwürmer zu beschäftigen. Darüber hinaus beschrieb er diverse freilebende und marine Taxa. 1924 erschien seine erste Arbeit über bei Pflanzen parasitierende Nematoden. Nach Cobbs Tod 1932 wurde er in dessen Nachfolge als Nematologe an die Division of Nematology  des Landwirtschaftsministeriums der Vereinigten Staaten (USDA) berufen. Er schickte Mitarbeiter an Landwirtschaftsstationen in Gebieten, die mit hohen Verlusten durch Pflanzenparasiten zu kämpfen hatten. Da die Möglichkeiten zur Ausbildung in Helminthologie in den Vereinigten Staaten begrenzt waren, widmete sich Steiner insbesondere dem Ausbildung des wissenschaftlichen Nachwuchses und aus seiner Schule gingen zahlreiche namhafte Helminthologen hervor.
Nach seiner Pensionierung 1956 bis zu seinem Tod 1961 lebte Steiner in Puerto Rico, wo er ein Labor für phytoparasitische Nematologie in Río Piedras etablierte. Er starb 1961 an einem Herzinfarkt, als er mit seiner Frau zu Besuch in Washington weilte.
Steiner verfasste 191 wissenschaftliche Arbeiten, darunter 74 über Pflanzenparasiten. 1948 erhielt er den USDA Superior Service Award und 1955 die Distinguished Service Medal der USDA. 1925 war er Präsident der Helminthological Society of Washington und von 1936 bis 1956 Trustee des Braylon H. Ramson Memorial Trust Fund. Er gehörte 16 wissenschaftlichen Gesellschaften an. Ihm zu Ehren wurde die in der biologischen Schädlingsbekämpfung von Insekten eingesetzte Nematodengattung Steinernema benannt.